# Lagoa (Tarrafal)
Lagoa es una localidad caboverdiana del municipio de Tarrafal.

## Geografía
La localidad está situada en la isla de Santiago.

## Organización territorial
La localidad abarca los lugares y barrios de:
- Cobon Dentu
- Lém Monteiro
- Mato Galo
- Rabo Dagu